# Niemieckie Requiem
Niemieckie requiem do słów Pisma Świętego (niem. Ein deutsches Requiem nach Worten der Heiligen Schrift) op. 45 Johannesa Brahmsa – siedmioczęściowy utwór na orkiestrę, chór oraz głosy solowe skomponowany w latach 1857–1868. Forma utworu, wbrew tytułowi, nie nawiązują do requiem, a teksty stanowią fragmenty z Pisma Świętego w tłumaczeniu Marcina Lutra.

## Części utworu[4]
1. Selig sind, die da Leid tragen (Błogosławieni, którzy się smucą)
2. Denn alles Fleisch, es ist wie Gras (Bo każde ciało jest jak trawa)
3. Herr, lehre doch mich (O Panie, pozwól mi poznać)
4. Wie lieblich sind deine Wohnungen (Jak miłe są przybytki Twoje, Panie)
5. Ihr habt nun Traurigkeit (Teraz się wprawdzie smucicie)
6. Denn wir haben hier keine bleibende Statt (Albowiem nie mamy tu miasta trwającego)
7. Selig sind die Toten (Błogosławieni są odtąd umarli)